# Список умерших в 1506 году
В этой статье представлен список известных людей, умерших в 1506 году.
См. также: Категория:Умершие в 1506 году

## Май
- 20 мая - Христофор Колумб - испанский мореплаватель и открыватель новых земель.

## Июль
- 26 июля - Анна де Фуа - королева Венгрии с 29 сентября 1502 (коронация 29 сентября 1502 в Секешфехерварe, Венгрии) и королева Чехии с 29 сентября 1502 (коронации не было).

## Август
- 8 августа - Сэссю - японский художник, дзэнский монах.
- 15 августа - Александр Агрикола - был франко-фламандским композитором эпохи Возрождения.
- 19 августа - Александр Ягеллон - великий князь Литовский с 20 июля 1492 (провозглашение избрания 25 октября 1501), король Польши с 12 декабря 1501.

## Сентябрь
- 13 сентября - Андреа Мантенья - итальянский художник, представитель падуанской школы живописи.
- 25 сентября - Филипп I Красивый - герцог Бургундии под именем Филипп IV (с 1482 года) и король-консорт Кастилии под именем Филипп I (с 1504 года), первый представитель династии Габсбургов на испанском престоле.